# Teorija granične korisnosti
Teorija granične korisnosti ili zakon opadajuće granične (marginalne) korisnosti kaže da granična korisnost dobra opada dok se količina potrošenog dobra povećava (npr. dodatna kuglica sladoleda ne donosi jednako zadovoljstvo kao i prva).
Ekonomisti objašnjavaju potražnju potrošača pojmom ukupne korisnosti i zakonom opadajuće granične korisnosti. Korisnost predstavlja količinu korisnosti ili zadovoljstva koje potrošač dobiva uživajući neki proizvod. Dodano zadovoljstvo koje imamo od potrošnje dodane jedinice dobra naziva se graničnom korisnosti, gdje „granični“ označava dodatni.
Zakon opadajuće granične korisnosti navodi da se granična korisnost posljednje jedinice potrošenog proizvoda smanjuje u mjeri u kojoj se povećava njegova količina.
Potrošači raspodjeljuju svoje ograničene dohotke tako da postignu najveće zadovoljstvo ili korisnost. Da bi maksimirao korisnost, potrošač mora izjednačiti granične korisnosti posljednje kune potrošene za bilo koje dobro.